# کالج آلامدا
کالج آلامدا یک کالج عمومی در آلامدا، کالیفرنیا است. این بخشی از ناحیه کالج جامعه پرالتا است و در سال ۱۹۶۸ افتتاح شد. از سال ۱۹۷۰، کالج کلاس‌هایی را در محوطه‌ای به مساحت ۶۲ هکتار در تقاطع خیابان وبستر و پارک وی یادبود رالف آپتزاتو در آلامدا برگزار کرده‌است. کالج آلامدا یکی از اعضای کنفرانس خلیج دره انجمن ورزشی کالج جامعه کالیفرنیا است.